# Audrey Kawasaki
Audrey Kawasaki (Los Ángeles, California, 31 de marzo de 1982) es una artista y pintora, reconocida por sus distintivos retratos eróticos de mujeres jóvenes y adolescentes. Sus obras son, en su mayoría, pinturas al óleo, pintadas directamente en tablas de madera, y su estilo ha sido catalogado como una fusión del Art Nouveau y el manga japonés.

## Biografía
De padres japoneses, Audrey nació y creció en los Estados Unidos, sin abandonar sus raíces asiáticas. Vivió sus primeros años y adolescencia inmersa en esa cultura, concurriendo a un instituto de enseñanza japonesa los fines de semana, llegando a hablar el idioma fluidamente. También se rodeó de música pop japonesa y comenzó a dibujar manga a corta edad, factor que marcaría definitivamente su estilo de pintura. Durante la secundaria, tomó clases privadas de pintura, donde experimentó con diferentes materiales como lápiz, carboncillo, y óleos.
Después de graduarse, Audrey Kawasaki se mudó a Humboldt County, un pequeño pueblo en Redwoods. Luego volvió a su natal California, para terminar más tarde asentándose en Brooklyn, Nueva York, para asistir al Instituto Pratt de Bellas Artes. Sin embargo, pasados dos años, finalmente abandonó sus estudios superiores. Entre las razones de su decisión, figuran sus dudas personales y la resistencia que oponían sus profesores a su estilo ilustrativo, estilo no tan rentable en la, entonces, escena conceptual y elítica de Nueva York.
En 2009 realizó un viaje a Japón, experiencia que causó un gran impacto emocional en ella, y la motivó a introducir elementos tradicionales japoneses en sus pinturas, como kimonos, arquitectura, folclore y simbolismo japonés. Al mismo tiempo empezó a trabajar en los fondos de sus nuevas composiciones ambientando a sus, normalmente aislados, personajes.

## Estilo
Audrey utiliza la madera como materia prima. Según declaraciones personales, la blancura de los lienzos "la intimida" y prefiere trabajar sobre bases más sobrias, texturadas y no tan brillantes. Corta y moldea los paneles de madera a mano o con láser, o trabaja directamente sobre la plancha sin alterar su forma natural.
Temas como la sexualidad, la feminidad, el erotismo, la mitología redundan en sus obras. La gran mayoría de sus personajes son mujeres sin una edad específica, acompañadas de diversos elementos, como flores, insectos, anatomía humana, animales y la decoración típica del Art Nouveau. La mirada cansina, la nariz pequeña y los labios voluptuosos son rasgos característicos de las mujeres que pinta. Sus personajes expresan melancolía y nostalgia con un aire etéreo de seducción, en muchos casos asociadas a elementos macabros, como calaveras, esqueletos humanos y de animales, fantasmas, seres mitológicos.
Kawasaki incluso expresó que todas sus pinturas se tratan sobre la misma chica, retratada de diferentes maneras. Que las mujeres que pinta «son como fantasmas - son reales pero a la vez no lo son»
En lo que a influencias se refiere, Audrey cita a artistas contemporáneos como: James Jean, Sam Weber, Esao Andrews, Jonathan Weiner, a los japoneses Aya Kato, Hideaki Kawashima, Fuko Ueda y Katsuya Terada. Y a artistas consagrados como Alphonse Mucha, Egon Schiele, Gustav Klimt y John Singer Sargent

## Impacto
En la cultura popular, su pintura «My Dishonest Heart» fue tatuada en la cantante estadounidense Christina Perri por Kat Von D, en un programa del reality LA Ink. En 2005, Audrey estuvo a cargo del diseño de tapa del álbum debut de la cantante Alice Smith, For Lovers, Dreamers & Me, para lo cual creó un retrato de la artista en su estilo semirealista.
Asimismo, sus trabajos han sido de interés comercial para la compañía de diseño de stickers, estampados y protectores para dispositivos electrónicos GelaSkins: sus pinturas «My Dishonest Heart», «She who dares», «Yuuwaku», «Oiran», «Blue Girls» y «Odaijini» pueden ser adquiridas a modo de estampados para celulares, tabletas y iPhones. Audrey no ha desarrollado más proyectos comerciales aparte de la venta de pinturas y GelaSkins, aunque pequeñas obras suyas en forma de broches fabricados en madera pueden ser adquiridas desde su sitio web.

## Críticas
El estilo propio de Audrey Kawasaki ha recibido, en general, críticas positivas. Ha sido entrevistada por más de una decena de revistas y diarios en línea especializados, entre los que se encuentra la revista de moda Vogue, en su versión australiana. También ha tenido apariciones en diarios de Italia y Japón